# Saint-Hilaire-de-Riez
Saint-Hilaire-de-Riez ist eine französische Gemeinde mit 12.923 Einwohnern (Stand: 1. Januar 2022) im Département Vendée in der Region Pays de la Loire. Die Gemeinde gehört zum Arrondissement Les Sables-d’Olonne und ist Mitglied des Gemeindeverbandes Pays de Saint-Gilles-Croix-de-Vie Agglomération. Die Einwohner werden Hilairois und Hilairoises oder Saint-Hilairois und Saint-Hilairoises genannt.
Die Gemeinde erhielt 2023 die Auszeichnung „Drei Blumen“, die vom Conseil national des villes et villages fleuris (CNVVF) im Rahmen des jährlichen Wettbewerbs der blumengeschmückten Städte und Dörfer verliehen wird.

## Geografie
Die Stadt ist ein mondäner Badeort mit 10 Kilometer feinem Sandstrand und drei Kilometer felsiger Küste an der Côte de Lumière der Atlantikküste. Sie liegt etwa 28 Kilometer nordwestlich von Les Sables-d’Olonne und etwa 40 Kilometer westnordwestlich von La Roche-sur-Yon. An der östlichen Gemeindegrenze verläuft der Fluss Vie und sein Nebenfluss Ligneron.
Nachbargemeinden von Saint-Hilaire-de-Riez sind Saint-Jean-de-Monts im Nordwesten, Le Perrier und Soullans im Norden, Notre-Dame-de-Riez im Osten, Le Fenouiller im Südosten und Saint-Gilles-Croix-de-Vie im Süden.

## Geschichte
Im Jahre 1622 fand hier das Gefecht bei Riez statt, nach dessen Ende an die 1500 gefangene hugenottische Soldaten von den royalistischen Truppen unter Ludwig XIII. massakriert wurden, nachdem sie sich ergeben hatten.
1814, nach der Abdankung Napoleons I., wurde die Monarchie wiederhergestellt. Ludwig XVIII. bestieg den Thron. Die Restauration war jedoch zunächst nur von kurzer Dauer, denn nach seiner Rückkehr von der Insel Elba im März 1815 erlangte Napoleon die Macht vom König zurück, bis zu seiner Niederlage bei Waterloo am 18. Juni 1815. Dies war die Zeit der Herrschaft der Hundert Tage, in der es in der Vendée erneut zu einem Aufstand kam. Louis de la Rochejaquelein übernahm das Kommando der Rebellion. Fast zwei Wochen lang kämpften die Aufständischen von Aizenay bis Saint-Jean-de-Monts, doch schon bald schwächten Uneinigkeiten bezüglich der Strategie und des Kommandos den Marquis de la Rochejaquelein. Einsam, als er zu einer Waffenlandung nach Saint-Jean-de-Monts unterwegs war, wurde er am 4. Juni 1815 von bonapartistischen Truppen in Saint-Hilaire-de-Riez getötet.
Nach der Landung der amerikanischen Truppen in Saint-Nazaire 1917 beschloss der amerikanische Generalstab, an der Küste der Vendée ein Fliegerlager einzurichten, in dem Beobachter und Luftschützen sowie Verfolgungspiloten ausgebildet werden sollten. Anschließend wurden Land und ganze Bauernhöfe für die Entwicklung von Flugplätzen und die Errichtung von drei Militärlagern rund um Champ-Gaillard in Saint-Hilaire-de-Riez beschlagnahmt.

## Bevölkerungsentwicklung
| Jahr      | 1962  | 1968  | 1975  | 1982  | 1990  | 1999  | 2006   | 2013   | 2020   |
| Einwohner | 4.038 | 4.339 | 5.028 | 6.041 | 7.416 | 8.761 | 10.063 | 11.169 | 12.137 |

## Sehenswürdigkeiten
- Kirche Saint-Hilaire
- Kapelle Sainte Marie de l’Océan
- Kapelle Notre-Dame-de-Pitié
- Ecomuseum La bourrine du Bois-Juquaud
- Dreizehn Strände
- Seit 1995 nahmen die Salzgärten an der Vie in Saint-Hilaire-de-Riez ihre Tätigkeit wieder auf. Dazu gehören drei Meerwassersalinen: die Saline von Recoin (im Besitz der Gemeinde), die Saline von Étoile (Privatbesitz) und die Saline von Prédevie (Privatbesitz).

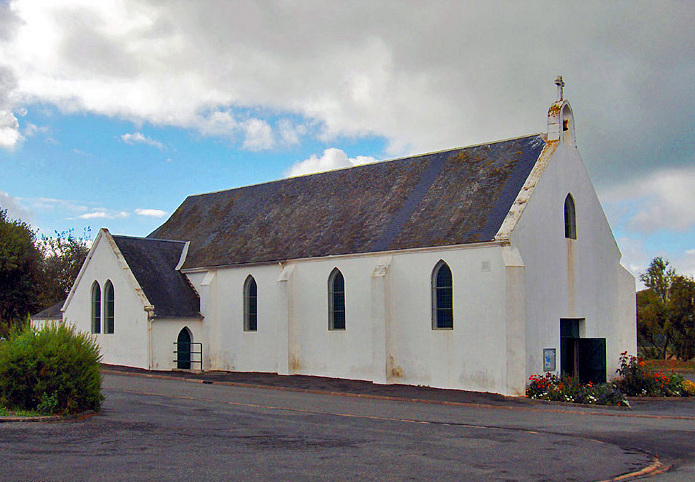
Kapelle Sainte Marie de l’Océan
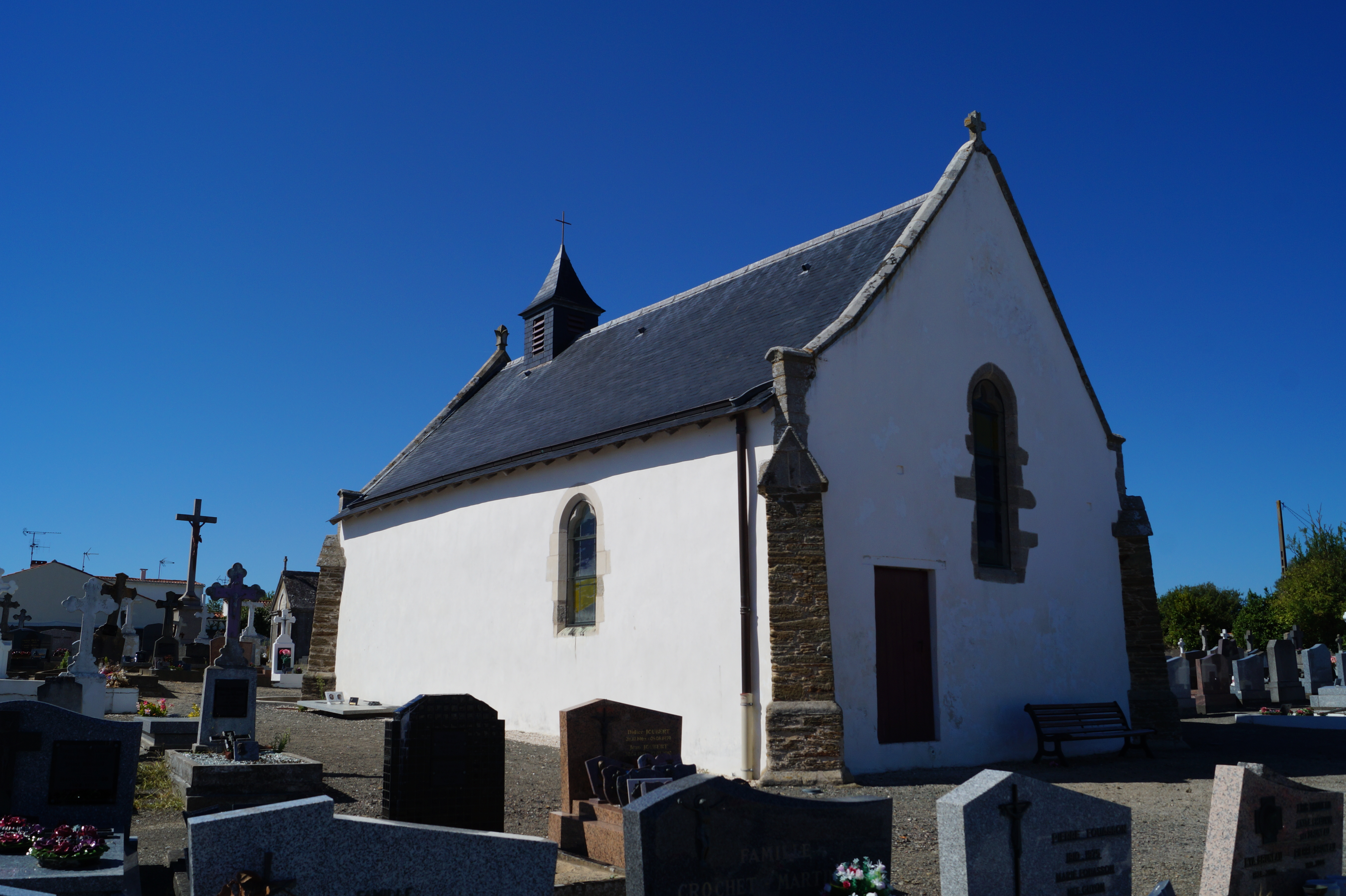
Kapelle Notre-Dame-de-Pitié
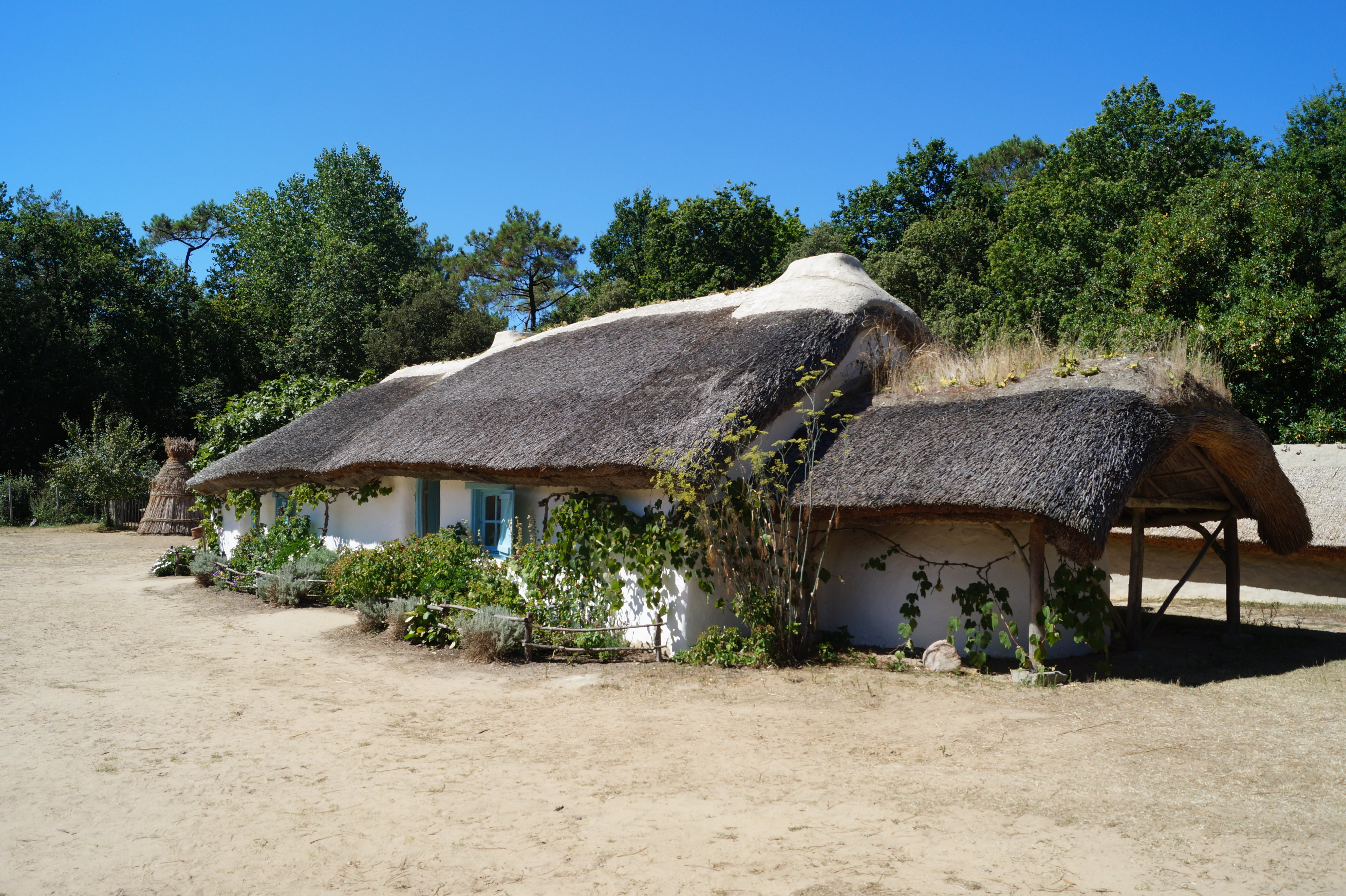
Bourrine, ein für die Region typisches reetgedecktes Haus, im Ecomuseum
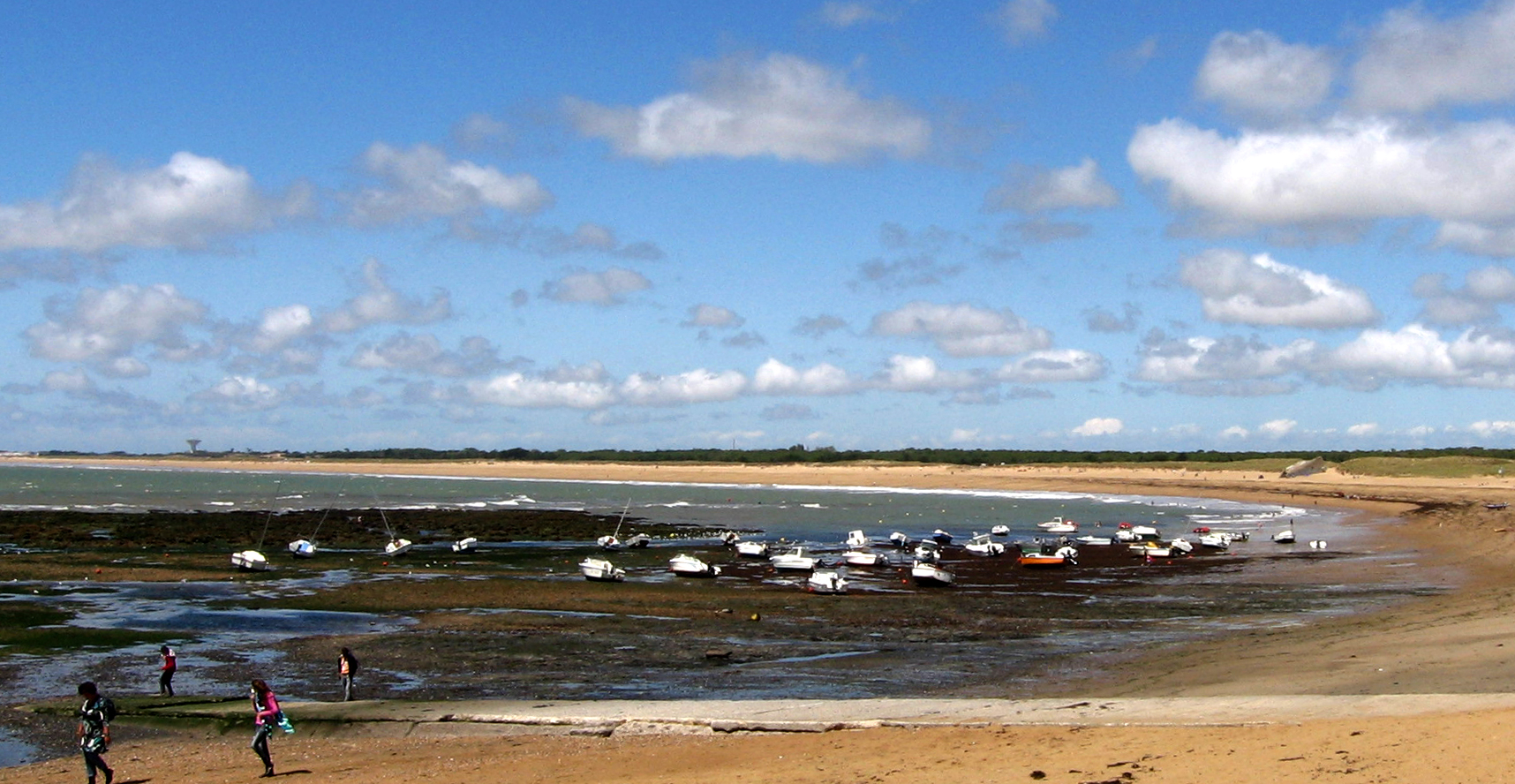
Ehemaliger Hafen und Strand von Sion

## Verkehr
Saint-Hilaire-de-Riez liegt an der Bahnstrecke Nantes–Saint-Gilles-Croix-de-Vie und wird im Regionalverkehr von TER-Zügen bedient.

## Persönlichkeiten
- Louis du Vergier de La Rochejaquelein (1777–1815), General der Royalisten
- Henry Simon (1910–1987), französischer Maler, geboren und verstorben in Saint-Hilaire-de-Riez